# Petta pusilla
Petta pusilla är en ringmaskart som beskrevs av Anders Johan Malmgren 1866. Petta pusilla ingår i släktet Petta och familjen Pectinariidae. Arten är reproducerande i Sverige. Inga underarter finns listade i Catalogue of Life.